# Drapelul statului Eswatini

Steagul Eswatini -- proporțiile sunt 2:3

Drapelul Eswatiniului (fost Swaziland) a fost adoptat la 6 octombrie 1968. 
Culoarea roșie semnifică bătăliile trecute, albastrul pace și stabilitate, iar galbenul se referă la resursele țării. Partea centrală a steagului este un scut și două lănci, simbolizând protecție împotriva dușmanilor. Zonele relativ egale, colorate doar în alb și negru, semnifică armonia și toleranța dintre oamenii de diferite rase care pot trăi împreună în coexistență pașnică. 